# Fabrizio Colonna Avella
Fabrizio Colonna Avella (Roma, 28 marzo 1848 – Roma, 8 agosto 1923) è stato un politico italiano.
Fu senatore del Regno d'Italia a partire dalla XVI legislatura.

## Biografia

### Infanzia
Figlio di Giovanni Andrea e di Isabella Alvarez de Toledo, XVI principe di Paliano.

### Matrimonio
Sposò Olimpia Doria Pamphili dalla quale ebbe Marcantonio, Ascanio, Marozia e Margherita.

### Ascesa e carriera politica
Nel 1912 succedette nei titoli nobiliari al fratello maggiore Marcantonio, morto privo di eredi maschi, divenendo così il XVI principe di Paliano.

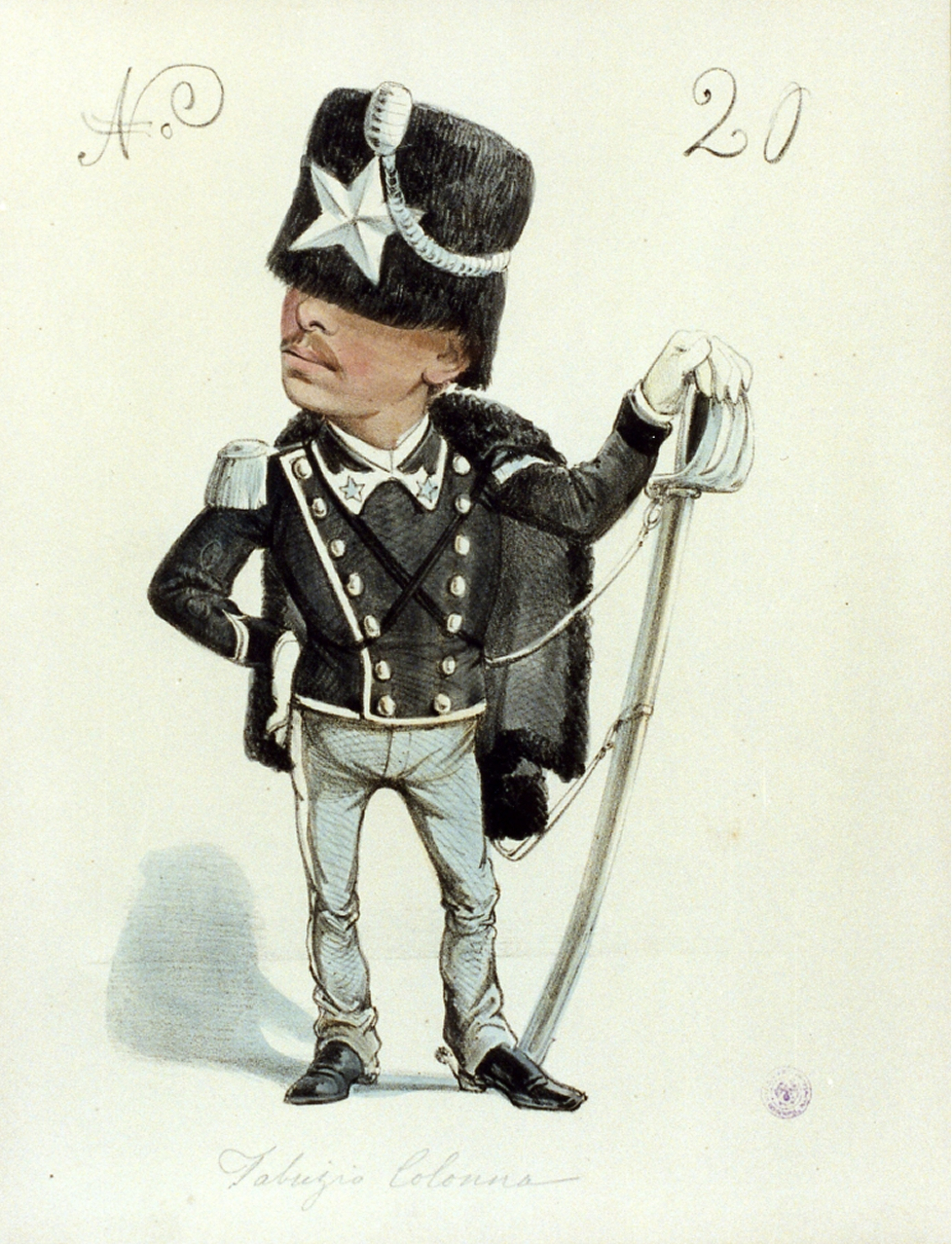
Caricatura di Fabrizio Colonnna

Dopo le dimissioni di Vittorio Emanuele Orlando, fu sua la prima firma dell’ordine del giorno: «Il Senato, pur riservando ogni apprezzamento politico intorno alle comunicazioni, che, a suo tempo, il Ministero farà, sicuro dell’avvenire della Patria, conferma i precedenti suoi voti e confida che la Delegazione della Conferenza della pace, rappresentando i supremi interessi del Paese, al difuori e al disopra di ogni competizione di parte, saprà farli trionfare». Approvato il 25 giugno 1919 dal Senato del Regno, sbloccò il ritorno dell'Italia alla conferenza di pace di Versailles.

## Discendenza
Fabrizio Colonna e Olimpia Doria Pamphili ebbero:
- Marcantonio, XVII principe di Paliano:
- Ascanio (Napoli 1883 - Roma 1971), che in veste di ambasciatore del Regno d'Italia a Washington, consegnò la dichiarazione di guerra nel dicembre del 1941[2]
- Marozia;
- Margherita.

## Ascendenza
|                                                                             |                                                                            |                                                                        | Genitori                                                                      |  |  | Nonni |  |  | Bisnonni                    |  |  | Trisnonni                                         |  |
|                                                                             |                                                                            |                                                                        |                                                                               |  |  |       |  |  | Fabrizio Colonna di Paliano |  |  | Lorenzo Onofrio II Colonna, X principe di Paliano |  |
|                                                                             |                                                                            |                                                                        |                                                                               |  |  |       |  |  | Fabrizio Colonna di Paliano |  |  | Lorenzo Onofrio II Colonna, X principe di Paliano |  |
|                                                                             |                                                                            | Marianna d'Este di San Martino in Rio                                  |                                                                               |  |  |       |  |  | Fabrizio Colonna di Paliano |  |  |                                                   |  |
| Aspreno I Colonna, XII principe di Paliano                                  |                                                                            |                                                                        |                                                                               |  |  |       |  |  | Fabrizio Colonna di Paliano |  |  |                                                   |  |
|                                                                             |                                                                            | Bianca Doria, duchessa di Tursi                                        | Francesco Doria Sforza Visconti                                               |  |  |       |  |  |                             |  |  |                                                   |  |
|                                                                             |                                                                            | Bianca Doria, duchessa di Tursi                                        | Francesco Doria Sforza Visconti                                               |  |  |       |  |  |                             |  |  |                                                   |  |
|                                                                             |                                                                            | Bianca Doria, duchessa di Tursi                                        | Maria Giovanna Doria del Carretto, VII principessa di Avella                  |  |  |       |  |  |                             |  |  |                                                   |  |
| Giovanni Andrea I Colonna, XIII principe di Paliano                         |                                                                            | Bianca Doria, duchessa di Tursi                                        |                                                                               |  |  |       |  |  |                             |  |  |                                                   |  |
|                                                                             |                                                                            | Augusto Cattaneo della Volta, V principe de San Nicandro               | Francesco Augusto Cattaneo della Volte, IV principe di San Nicandro           |  |  |       |  |  |                             |  |  |                                                   |  |
|                                                                             |                                                                            | Augusto Cattaneo della Volta, V principe de San Nicandro               | Francesco Augusto Cattaneo della Volte, IV principe di San Nicandro           |  |  |       |  |  |                             |  |  |                                                   |  |
|                                                                             |                                                                            | Augusto Cattaneo della Volta, V principe de San Nicandro               | Giulia di Capua, XII duchessa de Termoli                                      |  |  |       |  |  |                             |  |  |                                                   |  |
| Maria Giovanna Cattaneo della Volta                                         |                                                                            | Augusto Cattaneo della Volta, V principe de San Nicandro               |                                                                               |  |  |       |  |  |                             |  |  |                                                   |  |
|                                                                             |                                                                            | Marianna Boncompagni Ludovisi                                          | Gaetano I Boncompagni Ludovisi, IV principe di Piombino                       |  |  |       |  |  |                             |  |  |                                                   |  |
|                                                                             |                                                                            | Marianna Boncompagni Ludovisi                                          | Gaetano I Boncompagni Ludovisi, IV principe di Piombino                       |  |  |       |  |  |                             |  |  |                                                   |  |
|                                                                             |                                                                            | Marianna Boncompagni Ludovisi                                          | Laura Chigi Albani della Rovere                                               |  |  |       |  |  |                             |  |  |                                                   |  |
| Fabrizio III Colonna, XIV principe di Paliano                               |                                                                            | Marianna Boncompagni Ludovisi                                          |                                                                               |  |  |       |  |  |                             |  |  |                                                   |  |
|                                                                             | Francisco de Borja Álvarez de Toledo y Gonzaga, XVI duca di Medina Sidonia | Antonio Álvarez de Toledo y Pérez de Guzmán, X marchese di Villafranca |                                                                               |  |  |       |  |  |                             |  |  |                                                   |  |
|                                                                             | Francisco de Borja Álvarez de Toledo y Gonzaga, XVI duca di Medina Sidonia | Antonio Álvarez de Toledo y Pérez de Guzmán, X marchese di Villafranca |                                                                               |  |  |       |  |  |                             |  |  |                                                   |  |
|                                                                             | Francisco de Borja Álvarez de Toledo y Gonzaga, XVI duca di Medina Sidonia | Maria Antonia Dorotea Gonzaga di Solferino                             |                                                                               |  |  |       |  |  |                             |  |  |                                                   |  |
| Pedro de Alcántara Álvarez de Toledo y Palafox, XVII duca di Medina Sidonia | Francisco de Borja Álvarez de Toledo y Gonzaga, XVI duca di Medina Sidonia |                                                                        |                                                                               |  |  |       |  |  |                             |  |  |                                                   |  |
|                                                                             |                                                                            | María Tomasa de Palafox y Portocarrero                                 | Felipe Antonio de Palafox y Croy d'Havré, VII marchese di Ariza               |  |  |       |  |  |                             |  |  |                                                   |  |
|                                                                             |                                                                            | María Tomasa de Palafox y Portocarrero                                 | Felipe Antonio de Palafox y Croy d'Havré, VII marchese di Ariza               |  |  |       |  |  |                             |  |  |                                                   |  |
|                                                                             |                                                                            | María Tomasa de Palafox y Portocarrero                                 | María Francisca de Palafox Portocarrero y Kirkpatrick                         |  |  |       |  |  |                             |  |  |                                                   |  |
| Isabel Álvarez de Toledo y Silva-Bazán                                      |                                                                            | María Tomasa de Palafox y Portocarrero                                 |                                                                               |  |  |       |  |  |                             |  |  |                                                   |  |
|                                                                             |                                                                            | José Gabriel Silva-Bazán y Waldstein, X marchese di Santacruz          | José Joaquín de Silva Bazán y Sarmiento, IX marchese di Santa Cruz y del Viso |  |  |       |  |  |                             |  |  |                                                   |  |
|                                                                             |                                                                            | José Gabriel Silva-Bazán y Waldstein, X marchese di Santacruz          | José Joaquín de Silva Bazán y Sarmiento, IX marchese di Santa Cruz y del Viso |  |  |       |  |  |                             |  |  |                                                   |  |
|                                                                             |                                                                            | José Gabriel Silva-Bazán y Waldstein, X marchese di Santacruz          | Marie-Anne von Waldstein-Wartenberg                                           |  |  |       |  |  |                             |  |  |                                                   |  |
| María Joaquina del Pilar Silva-Bazán y Téllez-Girón                         |                                                                            | José Gabriel Silva-Bazán y Waldstein, X marchese di Santacruz          |                                                                               |  |  |       |  |  |                             |  |  |                                                   |  |
|                                                                             |                                                                            | Joaquina María del Pilar Téllez-Girón y Pimentel, II contessa di Osilo | Pedro de Alcántara Téllez-Girón y Pacheco, IX duca di Osuna                   |  |  |       |  |  |                             |  |  |                                                   |  |
|                                                                             |                                                                            | Joaquina María del Pilar Téllez-Girón y Pimentel, II contessa di Osilo | Pedro de Alcántara Téllez-Girón y Pacheco, IX duca di Osuna                   |  |  |       |  |  |                             |  |  |                                                   |  |
|                                                                             |                                                                            | Joaquina María del Pilar Téllez-Girón y Pimentel, II contessa di Osilo | María Josefa Pimentel y Téllez-Girón, XIII duchessa di Béjar                  |  |  |       |  |  |                             |  |  |                                                   |  |
|                                                                             |                                                                            | Joaquina María del Pilar Téllez-Girón y Pimentel, II contessa di Osilo |                                                                               |  |  |       |  |  |                             |  |  |                                                   |  |